# 웬디 그리너
웬디 엘리자베스 그리너(영어: Wendy Elizabeth Griner, 1944년 4월 16일~)는 캐나다의 은퇴한 피겨스케이팅 선수이다. 1960년부터 1963년까지 캐나다 선수권 대회에서 우승했고 1962년 세계 선수권 대회에서 은메달을 획득했다. 그녀는 1960년 스쿼밸리 동계 올림픽과 1964년 인스부르크 동계 올림픽에 출전했고 각각 12위와 10위를 했다.

## 대회 성적
| 대회             | 1958 | 1959 | 1960 | 1961 | 1962 | 1963 | 1964 |
| ---------------- | ---- | ---- | ---- | ---- | ---- | ---- | ---- |
| 올림픽           |      |      | 12위 |      |      |      | 10위 |
| 세계 선수권 대회 |      |      | 7위  |      | 2위  | 4위  | 11위 |